# Secchi (månkrater)
Secchi är en nedslagskrater på månen. Secchi har fått sitt namn efter astronomen Angelo Secchi.

## Satellitkratrar
| Secchi | Latitud | Longitud | Diameter |
| ------ | ------- | -------- | -------- |
| A      | 3.26° N | 41.47° Ö | 4,9 km   |
| B      | 3.66° N | 41.52° Ö | 5,2 km   |
| G      | 3.94° N | 44.57° Ö | 6,7 km   |
| K      | 0.17° S | 45.5° Ö  | 6,0 km   |
| U      | 1.08° N | 42.19° Ö | 4,9 km   |
| X      | 0.77° S | 43.67° Ö | 4,7 km   |